# Cheikh M’Bengue
Cheikh M’Bengue (Toulouse, 1988. július 23. –) szenegáli válogatott labdarúgó, a Shenzhen FC játékosa.

## Statisztika
| Válogatott | Szezon   | Mérkőzés | Gól |
| ---------- | -------- | -------- | --- |
| Szenegál   | 2011     | 2        | 0   |
| Szenegál   | 2012     | 10       | 0   |
| Szenegál   | 2013     | 4        | 0   |
| Szenegál   | 2014     | 4        | 0   |
| Szenegál   | 2015     | 4        | 0   |
| Szenegál   | 2016     | 0        | 0   |
| Szenegál   | 2017     | 4        | 0   |
| Összesen   | Összesen | 28       | 0   |